# Biskupi żmudzcy
Biskupi żmudzcy – biskupi diecezjalni, biskupi koadiutorzy i biskupi pomocniczy diecezji żmudzkiej. Biskupi żmudzcy byli niekiedy nazywanymi biskupami miednickimi.

## Biskupi

### Biskupi diecezjalni
| Lata urzędowania | Biskup | Biskup                              | Uwagi                                 |
| ---------------- | ------ | ----------------------------------- | ------------------------------------- |
| 1417–1422        |        | Maciej z Trok                       | następnie biskup diecezjalny wileński |
| 1422–1434        |        | Mikołaj Dzierżkowicz                |                                       |
| 1434–1435        |        | Piotr ze Lwowa                      |                                       |
| 1436–1439        |        | Jakub z Wilna                       |                                       |
| 1439–1453        |        | Bartłomiej z Pułtuska               |                                       |
| 1453–1464        |        | Jerzy z Wilna                       |                                       |
| 1464–1470        |        | Maciej z Topoli                     |                                       |
| 1471–1482        |        | Bartłomiej Swirenkowicz             |                                       |
| 1483–1492        |        | Marcin ze Żmudzi                    |                                       |
| 1492–1515        |        | Marcin Lintfari                     |                                       |
| 1515–1530        |        | Mikołaj Radziwiłł                   |                                       |
| 1531–1533        |        | Mikołaj Wieżgajło                   |                                       |
| 1534–1555        |        | Wacław Wierzbicki                   | następnie biskup diecezjalny łucki    |
| 1556–1563        |        | Jan Domanowski                      |                                       |
|                  |        | Stanisław Narkuski                  | prawdopodobnie nominat w 1564         |
| 1567             |        | Wiktoryn Wierzbicki                 |                                       |
| 1567–1574        |        | Jerzy Pietkiewicz                   |                                       |
| 1576–1609        |        | Melchior Giedroyć                   |                                       |
| 1610–1618        |        | Mikołaj Pawłowicz Pac               |                                       |
| 1618–1626        |        | Stanisław Kiszka                    |                                       |
| 1626–1631        |        | Abraham Woyna                       | następnie biskup diecezjalny wileński |
| 1631–1633        |        | Melchior Gieysz                     |                                       |
| 1633–1649        |        | Jerzy Tyszkiewicz                   | następnie biskup diecezjalny wileński |
| 1649–1659        |        | Piotr Parczewski                    |                                       |
| 1660–1667        |        | Aleksander Kazimierz Sapieha        | następnie biskup diecezjalny wileński |
| 1667–1695        |        | Kazimierz Pac                       |                                       |
| 1695–1708        |        | Jan Hieronim Kryszpin-Kirszensztein |                                       |
| 1710–1713        |        | Jan Mikołaj Zgierski                |                                       |
| 1715             |        | Paweł Franciszek Sapieha            |                                       |
| 1716–1735        |        | Aleksander Mikołaj Horain           |                                       |
| 1736–1739        |        | Józef Michał Karp                   |                                       |
| 1740–1762        |        | Antoni Dominik Tyszkiewicz          |                                       |
| 1762–1778        |        | Jan Dominik Łopaciński              |                                       |
| 1778–1802        |        | Jan Stefan Giedroyć                 |                                       |
| 1802–1838        |        | Józef Arnulf Giedroyć               |                                       |
| 1838–1844        |        | Szymon Michał Giedroyć              |                                       |
| 1849–1875        |        | Motiejus Valančius                  |                                       |
| 1883–1908        |        | Mieczysław Leonard Pallulon         |                                       |
| 1910–1913        |        | Gaspar Felicjan Cyrtowt             |                                       |
| 1914–1926        |        | Franciszek Karewicz                 |                                       |

### Biskupi pomocniczy
| Lata urzędowania | Biskup | Biskup                            | Uwagi                                                   |
| ---------------- | ------ | --------------------------------- | ------------------------------------------------------- |
| 1628–1643        |        | Jan Wyszomirski                   |                                                         |
| 1643–1647        |        | Jan Kozakiewicz                   |                                                         |
| 1647–1649        |        | Jerzy Sęporzyński                 |                                                         |
| 1651–1677        |        | Stanisław Jacek Święcicki         | następnie biskup diecezjalny chełmski                   |
| 1680–1701        |        | Benedykt Żuchowski                |                                                         |
| 1701             |        | Joachim Skirmunt                  |                                                         |
| 1718–1730        |        | Michał Jan Zienkowicz             | następnie biskup diecezjalny wileński                   |
| 1731–1765        |        | Aleksander Kazimierz Horain       |                                                         |
| 1760–1762        |        | Jan Szemiot                       |                                                         |
| 1765–1803        |        | Michał Chomiński                  |                                                         |
| 1776–1786        |        | Józef Leon Łopaciński             |                                                         |
| 1782–1816        |        | Antonin Malinowski                |                                                         |
| 1786–1796        |        | Tadeusz Józef Bukaty              |                                                         |
| 1791–1802        |        | Józef Arnulf Giedroyć             | koadiutor, następnie biskup diecezjalny żmudzki         |
| 1804–1838        |        | Szymon Michał Giedroyć            | od 1829 koadiutor, następnie biskup diecezjalny żmudzki |
| 1824–1829        |        | Ignacy Giedroyć                   | koadiutor                                               |
| 1858–1883        |        | Aleksander Kazimierz Bereśniewicz | następnie biskup diecezjalny kujawsko-kaliski           |
| 1884–1897        |        | Antanas Baranauskas               | następnie biskup diecezjalny sejneński                  |
| 1897–1910        |        | Gaspar Felicjan Cyrtowt           | następnie biskup diecezjalny żmudzki                    |
| 1919–1926        |        | Juozapas Skvireckas               | następnie arcybiskup metropolita kowieński              |